# بوگارد (میزوری)
بوگارد (به انگلیسی: Bogard) یک شهر در ایالات متحده آمریکا است که در شهرستان کرول، میزوری واقع شده‌است. بوگارد ۱٫۴۲ کیلومتر مربع مساحت و ۱۶۴ نفر جمعیت دارد و ۲۶۳ متر بالاتر از سطح دریا قرار دارد.